# 徳島赤十字病院
徳島赤十字病院（とくしませきじゅうじびょういん）は、徳島県小松島市小松島町にある日本赤十字社徳島県支部が運営している病院。徳島県災害拠点病院。
2006年5月に新築移転開院。同時に、病院内にローソンもオープン。旧所在地の施設は老朽化のため解体。

## 沿革
- 1949年（昭和24年）9月 - 小松島町立診療所が日本赤十字社徳島支部に移管、支部診療所として発足。
- 1950年（昭和25年）3月26日 - 昭和天皇が行幸（昭和天皇の戦後巡幸）[1]。
- 1950年（昭和25年）4月 - 病院開設許可を受け、支部診療所を小松島赤十字病院と改称。
- 1951年（昭和26年）6月 - 海部郡浅川村に分院として浅川診療所を設置。
- 1952年（昭和27年）4月 - 徳島県立高等看護学校を併設し看護婦の養成開始。
- 1953年（昭和28年）8月 - 徳島県から「乳児院」の業務委託を受け運営開始。
- 1954年（昭和29年）4月 - 徳島県立高等看護学校が日本赤十字社徳島県支部に移管、小松島赤十字高等看護学院と改称。
- 1955年（昭和30年）5月 - 浅川診療所を廃止。
- 1959年（昭和34年）6月 - 徳島県から肢体不自由児施設「ひのみね学園」の業務委託を受け運営開始。
- 1962年（昭和37年）11月 - 併設の血液銀行を分離、徳島県赤十字血液銀行となる。
- 1965年（昭和40年）4月 - 徳島県から委託の「ひのみね学園」・「乳児院」を病院業務より分離。
- 1969年（昭和44年）12月 - 救急病院として告示。
- 1976年（昭和51年）4月 - 学校教育法の定める専修学校(専門課程)の認可に基づく、小松島赤十字看護専門学校と改称。
- 1982年（昭和57年）10月 - 小松島赤十字看護専門学校 創立30周年記念式典挙行。
- 1993年（平成5年）4月 - 徳島県南部医療圏における救命救急センターに指定。
- 1996年（平成8年）10月 - 徳島県地域災害医療センターに指定。
- 2001年（平成13年）4月 - 徳島赤十字病院に改称。
- 2002年（平成14年）3月 - 小松島赤十字看護専門学校を閉校。院内託児所閉所。
- 2002年（平成14年）4月 - 小児救急医療拠点病院に指定。
- 2007年（平成19年）1月 - 地域がん診療連携拠点病院に指定。
- 2009年（平成21年）6月 - 高度救命救急センターの指定。
- 2011年（平成23年）4月 - 地域周産期母子医療センターに認定。
- 2012年（平成24年）2月 - へき地医療拠点病院に指定。
- 2016年（平成28年）6月 - 日本医療機能評価機構による病院機能評価（3rdG:Ver.1.1）の認定病院となる。
- 2019年（令和元年）11月 - 小児がん連携病院に指定される。

## 診療科
- 内科
- 精神科
- 呼吸器科
- 循環器科
- 小児科
- 外科
- 整形外科
- 形成外科
- 脳神経外科
- 心臓血管外科
- 小児外科
- 皮膚泌尿器科
- 産婦人科
- 眼科
- 耳鼻咽喉科
- 放射線科
- リハビリテーション科
- 麻酔科
- 歯科

## 医療機関の指定等
- 保険医療機関[2]
- 指定自立支援医療機関（更生医療・育成医療・精神通院医療）[2]
- 身体障害者福祉法指定医の配置されている医療機関[2]
- 生活保護法指定医療機関[2]
- 原子爆弾被害者医療指定医療機関[2]
- 原子爆弾被害者一般疾病医療取扱医療機関[2]
- 母体保護法指定医の配置されている医療機関[2]
- 地域医療支援病院[2]
- 災害拠点病院[2]
- へき地拠点病院[2]
- 小児救急医療拠点病院[2]
- 臨床研修病院[2]
- 臨床修練病院[2]
- がん診療連携拠点病院[2]
- 特定疾患治療研究事業委託医療機関[2]
- DPC対象病院[2]
- 地域周産期母子医療センター[2]
- 労災保険指定医療機関[2]

- 救急告示病院（二次救急、三次救急）[3]
- 高度救命救急センター[4]
- 臓器提供施設
- 公益財団法人日本医療機能評価機構認定病院[5]
- NPO法人卒後臨床研修評価機構認定病院[6]
- このほか、各種法令による指定・認定病院であるとともに、各学会の認定施設でもある。

## ギャラリー

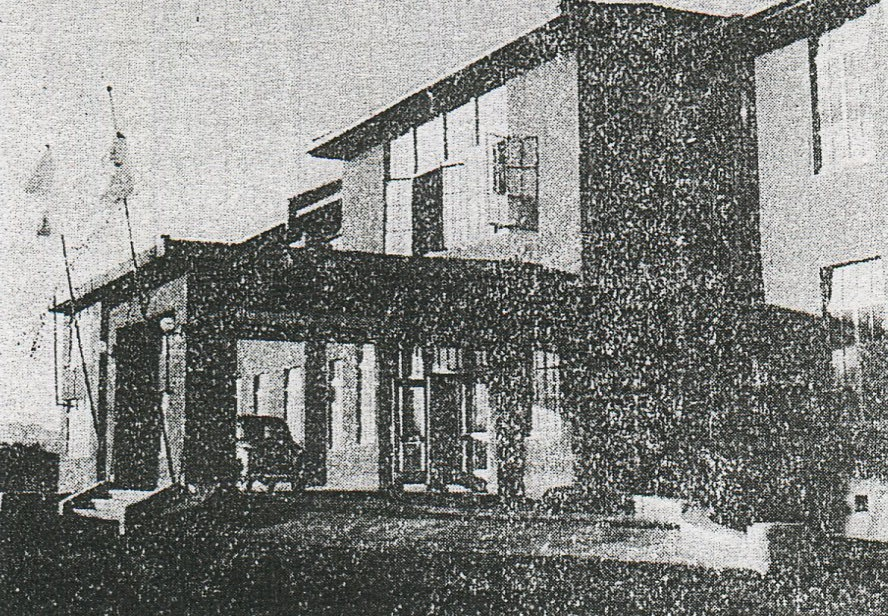
開設当時の建物外観（1949年撮影）
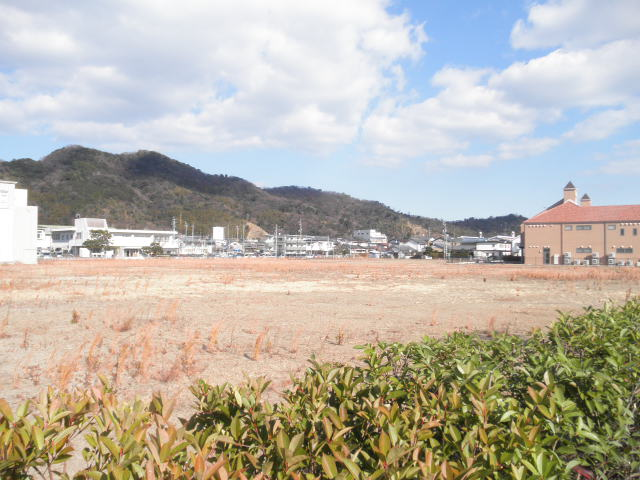
移転前の徳島赤十字病院跡地

## 交通アクセス
- JR徳島駅前バスターミナルから徳島バス12番乗り場から「日赤病院前」または「日赤病院玄関前」下車（徳島駅から約30分）[2]。
- JR牟岐線「南小松島駅」下車、徒歩約10分[2]。